# Annie Besant

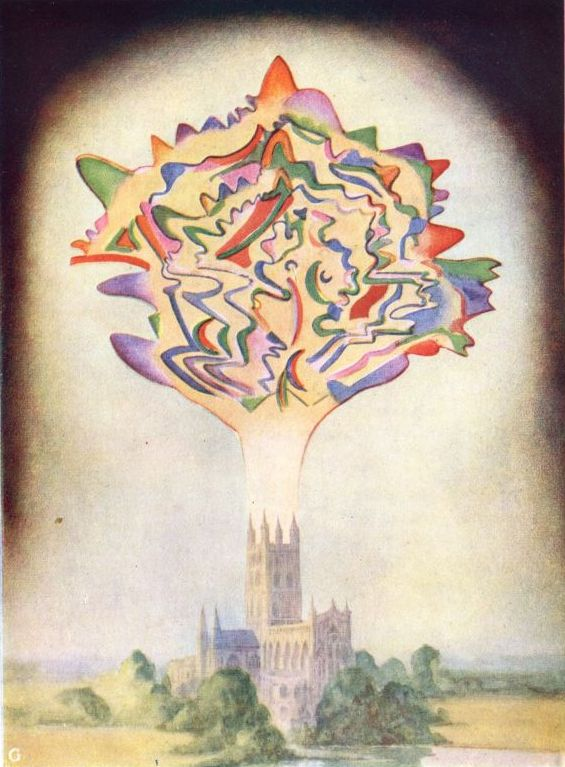
Bildtolkning av musik av Charles Gounod, gjord av Besant och C.W. Leadbeater i boken Thought-Forms (1901).

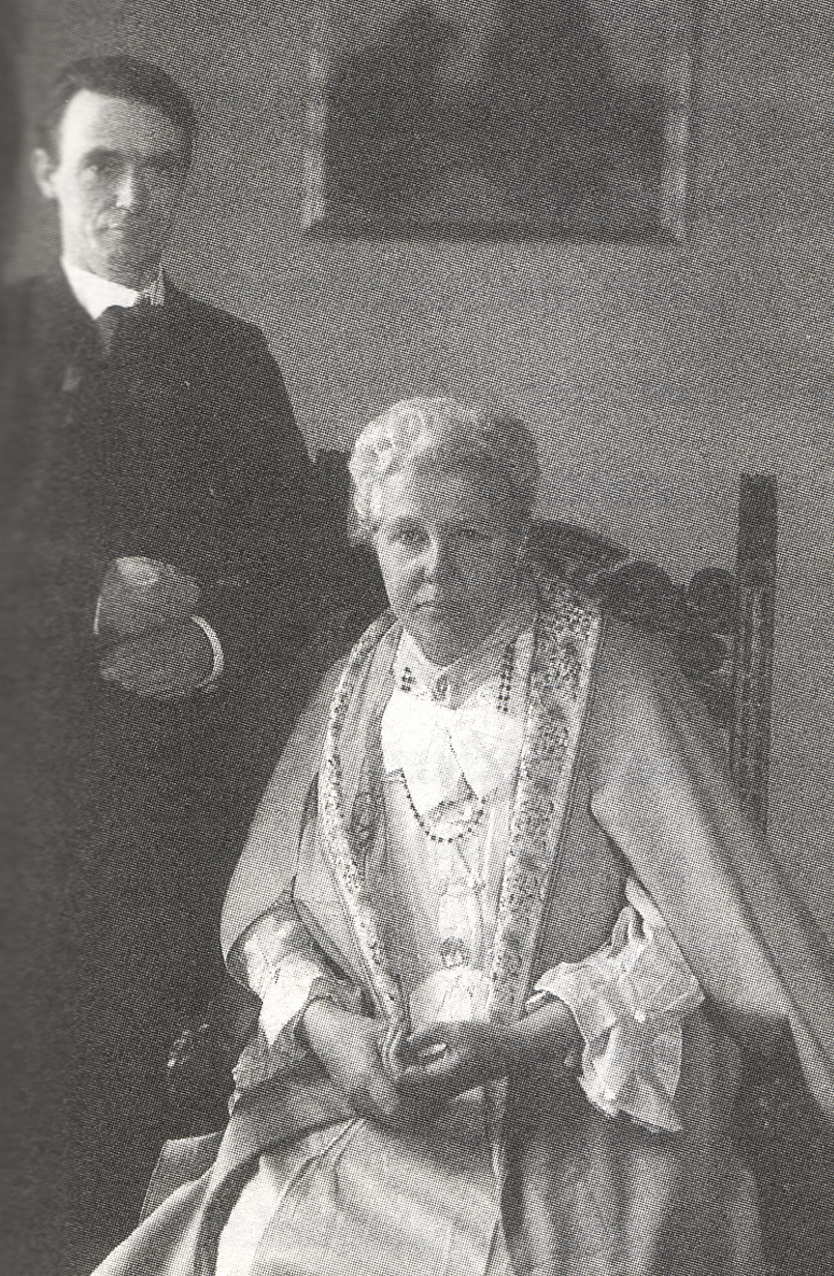
Rudolf Steiner och Annie Besant i München 1907.

Annie Besant, född Wood den 1 oktober 1847 i Clapham i Lambeth i London, död 20 september 1933 i Adyar i nuvarande Chennai, Tamil Nadu, Indien, var en brittisk teosof, socialist, föreläsare, författare och aktivist för kvinnors rättigheter.

## Biografi
Besant kom från ett strängt religiöst och frikyrkligt hem, och gifte sig 1867 med Frank Besant (1840–1917), yngre bror till Walter Besant. Frank fick jobb som kyrkoherde i Sibsey i Lincolnshire, dit paret flyttade och fick två barn, Arthur och Mabel. Äktenskapet var emellertid ett misslyckande. De var ett omaka par, med vitt skilda livsåskådningar. Besant ifrågasatte sin religion, och gled snart över till en ateistisk och politisk radikal åskådning. År 1873 vägrade hon ta nattvarden, vilket ledde till att hon och hennes make separerade.
Besant anslöt sig till den radikale ateisten Charles Bradlaugh. År 1877 publicerade de Charles Knowltons bok Fruits of Philosophy, i vilken födelsekontroll förespråkades. Boken argumenterade för att arbetarklassen aldrig skulle få det bra förrän de kunde begränsa antalet födda barn. Publiceringen orsakade en skandal, de båda arresterades och åtalades och Besant förlorade vårdnaden om sin dotter. 
Efter det sökte sig Besant till marxismen och de socialistiska Fabianerna. Hon blev nära vän med George Bernard Shaw, som baserade huvudpersonen Raina Petkoff, i pjäsen Arms and the Man, på Besant.
Besant var en av organisatörerna under Tändsticksflickornas strejk i London 1888, och i Hamnarbetarstrejken i London 1889. 
Åren 1887–1890 var hon medlem av Londons skolkommission, där hennes motto var "Inga fler hungriga barn".
År 1889 blev Besant anhängare till teosofen Madame Blavatsky. År 1889 anslöt hon sig till Teosofiska Samfundet, inom vilket hon snart blev en ledargestalt. Därefter föreläste hon om teosofi. Hon besökte Indien första gången 1893, och senare flyttade hon dit.
År 1898 grundade hon The central Hindu college, en teosofisk skola för pojkar. År 1904 grundade hon The central Hindu girls school, båda i Benares i Indien.
Hon stödde Indiens frigörelse och i augusti 1917 blev hon ordförande för ett år för Calcutta-avdelningen av Indiska nationalkongressen.
Besant hjälpte till att sprida den form av frimureri där både män och kvinnor kan vara medlemmar.
I slutet av 1920-talet reste Besant till USA med sin protégé och adopterade son Jiddu Krishnamurti, som hon hävdade var den nya Messias och inkarnation av Buddha. Krishnamurti avvisade dessa påståenden 1929.
Hon dog i sitt hem i Indien den 20 september 1933, 85 år gammal.
Besant Hill School i Kalifornien är döpt efter Annie Besant.

## Svenska översättningar (urval)
- Äktenskapet sådant det varit, sådant det är och sådant det borde vara (1881)
- Lagen för folkökningen: dess följder (The law of population) (1881)
- Giordano Bruno (översättning J.E.R., 1889)
- Människans sju principer (Teosofiska bokförlaget, 1892)
- Döden - och sedan? (översättning Victor Pfeiff, Teosofiska bokförlaget, 1893)
- Utkast till en själfbiografi (översättning Victor Pfeiff, 1894)
- Självet och dess höljen: fyra föreläsningar (översättning E. Z., Teosofiska bokförlaget, 1895)
- Reinkarnationen eller återfödelsen översättning H., Teosofiska bokförlaget, 1895)
- Karma (översättning H., Nordin & Josephson, 1897)
- I förgården (Nordin & Josephson, 1897)
- En inledning till teosofien (översättning H. S. (dvs. Hjalmar Setterberg), Nordin & Josephson, 1898)
- Fyra världsreligioner: hinduismen, Zoroasters lära, buddhismen, kristendomen: föreläsningar hållna vid Teosofiska samfundets tjuguförsta årsmöte i Adyar, Madras (översättning A. F. Åkerberg, Nordin & Josephson, 1898)
- Den uråldriga visdomen: grunddragen af de teosofiska lärorna (översättning A. F. Å. (dvs. A. F. Åkerberg) och G. Z., Nordin & Josephson, 1900)
- Lärjungeskapets väg: fyra föreläsningar hållna vid Teosofiska samfundets 20:e årsmöte i Adyar, Madras, Indien d. 27-30 dec. 1895 (översättning E. K., Nordin & Josephson, 1901)
- Kristendomens inre lära, eller esoterisk kristendom (översättning Helen Sjöstedt, Brusewitz, 1908)
- Elementär teosofi (1910)
- Tider som stunda (Nordiska bokhandeln, 1911)
- Tankekraft: dess kontrollerande och uppodling (Thought power) (Svenska teosofiska bokförlaget, 1911)
- Teosofi (översättning Elin Storckenfeldt-Lindborg, Wahlström & Widstrand, 1913)
- Karma: lagen om orsak och verkan (översättning Elin Hyldahl, Nordiska bokhandeln, 1916)
- Livets gåta (1917)
- Teosofien och den nya psykologien (översättning Gustaf Lindborg, Svenska teosofiska bokförlaget, 1920)
- Vårt liv i tre världar (Man's life in three worlds) (översättning Ingeborg Schönmeyr, Svenska teosofiska bokförlaget, 1921)
- Esoteriks kristendom eller de mindre mysterierna (översättning Thure Frölander, Svenska teosofiska bokförlaget, 1922)
- En inledning till yoga (Svenska teosofiska bokförlaget, 1923)